# مارك ألين (تريثلت)
مارك ألين (بالإنجليزية: Mark Allen)‏ هو تريثلت أمريكي، ولد في 12 يناير 1958 في غلينديل في الولايات المتحدة.

## وصلات خارجية
- الموقع الرسمي
- مارك ألين على موقع اتحاد الترياتلون الدولي (الإنجليزية)
- مارك ألين على موقع IAT Triathlon Database (الإنجليزية)